# 馬氏五常
馬氏五常，所指的是漢末三國時期，荆州襄阳五位馬氏兄弟的合稱。
源自陳壽的《三國志·蜀書·馬良傳》。因其兄弟五人，並有才華、名氣，且字均有「常」字，故人們並稱為「馬氏五常」。
按照清朝的《讀書紀數畧》和《續幼學歌》等启蒙读物，馬氏五常分別為馬季常（馬良）、伯常、仲常、次常，幼常（馬謖）。

## 出處
陳壽《三國志·蜀書·馬良傳》：「馬氏兄弟五人，並有才名，鄉里為之諺曰：『馬氏五常，白眉最良。』先主領荊州，闢為軍隊。良眉中有白毛，故以稱之。」

## 簡紹

### 馬良（季常）
馬良（187年－222年），字季常，荊州襄陽宜城（今湖北宜城）人，三國時期蜀漢官員，官至侍中。
按照伯仲叔季的顺序，马良上面可能有不少于二位兄长。
因眉間帶白毛，在兄弟中才能也最為出眾，故鄉里中有「馬氏五常，白眉最良」的贊譽。
建安十四年（209年），劉備擔任荊州牧，徵辟為從事。
建安十六年（211年）劉備任命馬良為左將軍掾。曾出使東吳，孫權對他十分尊敬。
章武元年（221年），劉備稱帝，建立蜀漢政權，任命為侍中。同年，劉備出兵伐吳，奉命到武陵招降五溪蠻夷，一切盡在其掌握之中。
章武二年（222年）劉備在夷陵之戰被打敗，馬良亦陣亡。
- 子：馬秉，官至騎都尉。[14]

### 庶弟馬謖（幼常）
馬謖（190年－228年），字幼常，荊州襄陽宜城（今湖北宜城）人，三國時期蜀漢官員、將領，官至參軍。初以荊州從事跟隨劉備取蜀入川，曾任綿竹、成都令、越嶲太守。
馬謖才氣過人，好論軍計，蜀漢丞相諸葛亮向來對他倍加器重，經常和他日夜談論軍議。
劉備臨終前告誡諸葛亮：「馬謖說的話大過實際的本領，不能委以重任，請您務必好好觀察他。」，惟諸葛亮不以為然，仍任謖為參軍。
建興三年（225年），在諸葛亮南征孟獲前，馬謖提出「攻心為上，攻城為下；心戰為上，兵將為下」的戰略方針，獲採用。此舉終使南疆等地直至蜀漢滅亡，未再有大型叛亂戰事。
建興六年（228年），在諸葛亮第一次北伐時，於街亭之戰因違背諸葛亮的作戰指令，導致街亭失守，撤軍後被諸葛亮斬首。
- 子孫之名無記載。

### 馬伯常、仲常、次常
此三人均为馬姓，除表字有一「常」字外，名、字實均不詳。有才華、名氣。
按照伯仲叔季的顺序，馬伯常可能是嫡出长子，馬仲常可能是次子。
此外無別載。

### 附註
其中，五常似乎僅以四弟馬良及庶弟馬謖有明確史書記載。
五常之兄長、二弟及三弟除各有才華、名聲及並稱五常外，並無記載。
上述兄長、二弟及三弟的字，是因中國古代常有以「伯仲叔季」、「孟仲季」為字，以代表兄弟間的排行。而有載的馬良（季常）、馬謖（幼常）的表字亦符合此列，故有此推論、聯想。

## 後續

### 評價
馬良（季常）
- 陳壽《三國志》評曰：「董和蹈羔羊之素，劉巴履清尚之節，馬良貞實，稱為令士，陳震忠恪，老而益篤，董允匡主，義形於色，皆蜀臣之良矣。」

- 鄉中諺語：「馬氏五常，白眉最良。」[7]

- 楊戲的《季漢輔臣贊》中贊馬良（季常）、衛文經、韓士元、張存（處仁）、殷觀（孔林）、習禎（文祥）：「季常良實，文經勤類，士元言規，處仁聞計，孔休、文祥，或才或臧，播播述志，楚之蘭芳。」

馬謖（幼常）
- 劉備：「馬謖言過其實，不可大用。」（《三國志·卷三十九·蜀書九·董劉馬陳董呂傳第九》）

- 陳壽：「才器過人，好論軍計，丞相諸葛亮深加器異。」（《三國志·卷三十九·蜀書九·董劉馬陳董呂傳第九》）

- 劉禪：「街亭之役，咎由馬謖。」（《三國志·蜀書五》）

- 曹叡：「馬謖、高祥，望旗奔敗。」（《三國志·郭淮傳》）

- 習鑿齒：「諸葛亮之不能兼上國也，豈不宜哉！夫晉人規林父之後濟，故廢法而收功；楚成闇得臣之益己，故殺之以重敗。今蜀僻陋一方，才少上國，而殺其俊傑，退收駑下之用，明法勝才，不師三敗之道，將以成業，不亦難乎！且先主誡謖之不可大用，豈不謂其非才也？亮受誡而不獲奉承，明謖之難廢也。為天下宰匠，欲大收物之力，而不量才節任，隨器付業；知之大過，則違明主之誡，裁之失中，即殺有益之人，難乎其可與言智者也。」（《三國志·卷三十九·蜀書九·董劉馬陳董呂傳第九》）

- 司馬光：「越巂太守馬謖才器過人，好論軍計。」（《資治通鑑·卷七十一》）

- 胡寅《致堂讀史管見》：「街亭之敗，罪由馬謖；箕谷之敗，咎自鄧芝。兵多於賊反為賊所敗，而諸葛公以為病在一人。」

- 李贄：「馬謖妄自尊大，一味糊塗，一味自是，及到魏兵圍定，莫展一籌，待救兵而已。極以今時說大話秀才，平時議論鑿鑿可聽，孫、吳莫及也，及至臨事，惟有縮頸吐舌而已。真可發一大噱也。」（《匯評三國志演義》）

總評
- 陳壽：「兄弟五人，並有才名。」（《三國志·卷三十九·蜀書九·董劉馬陳董呂傳第九》）

## 延伸
- 李氏三龍
- 荀氏八龍
- 司馬氏八達